# Labyrint (kortfilm)
Labyrint är en 29 min lång kortfilm av konstnären och filmaren Claes Söderquist från 2013. Filmen är den tredje och sista delen i den trilogi av minimalistiska filmer som Söderquist påbörjade med Landskap (1985-1988) och fortsatte med Passager – ett stadsporträtt (2001). Verket är filmat i Malmö på ett antal innergårdar. Det är en närgången blick som där kameran rör sig tätt intill fasaderna, glider förbi fönster och in genom portar. Kameran rör sig i svepande vertikala rörelser, upp längs husväggarna och över taken. På samma vis som i de tidigare Landskap och Passager – ett stadsporträtt är det kamerans ständiga rörelse som driver förväntan framåt mot nästa bild. Filmen är filmad och redigerad av Bengt Wanselius med vilken Söderquist även samarbetet med i filmerna The Return of the Buffalo och Alcatraz - återkomsten. 
Tillsammans med Landskap och Passager - ett stadsporträtt, ingick filmen i Claes Söderquist, Passager, Konstakademien, 2013, och Kristianstads Konsthall, 2014.